# Тамамо-но маэ
Тамамо-но маэ (яп. 玉藻前) — героиня японской легенды и множества её более поздних вариантов, а также нескольких пьес традиционного театра кабуки, минимум две из которых стали весьма популярными и даже классическими.

## Легенда
Согласно легенде в древние времена кицунэ (лиса-оборотень) приняла вид женщины и, назвавшись Тамамо-но Маэ, стала под этим именем возлюбленной императора Коноэ.
Однажды в полночь, когда во дворце играли на лютне, дворец сотрясся, светильники погасли, и от Тамамо-но Маэ стало исходить сияние (сияние присутствует во всех вариантах легенды, а вот предшествовавшие событиям обстоятельства и их связь с последующими сильно разнятся). Император тяжело заболел. Было проведено гадание, которое показало, что виной этому чары Тамамо-но маэ, которая является оборотнем-кицунэ.
Впавшая теперь (по понятным причинам) в опалу возлюбленная императора превратилась снова в лису и бежала из дворца на равнину Насу. По повелению Коноэ, за ней погнались двое придворных и для упражнения в меткой стрельбе погнали перед собой собак, в которых пускали стрелы из луков. Однако лиса обратилась в камень, обладавший магической силой — все, кто прикасался к нему, тут же умирали. Позже японцы воздвигли над камнем могильный курган Тамамо-но маэ.
Камень раскололся надвое 5 марта 2022 года. Трещины в камне были замечены за несколько лет до раскола, что, возможно, позволило дождевой воде проникнуть и ослабить его, поэтому весьма вероятно, что камень треснул естественным образом. Некоторые с юмором предположили, что это освободило Тамамо-но-Маэ, а пользователи социальных сетей в Японии предсказали, что высвободились темные силы.

## Варианты
Не исключено, что у Тамамо-но маэ был исторический прототип — реальная девушка, отличавшаяся умом («могла ответить на любой вопрос» по некоторым источникам) и сумевшая стать любовницей самого императора. Затем, воспользовавшись болезнью последнего, недруги оболгали её и в результате интриги удалили в опалу.